# 戴氏頰脂鯉
戴氏頰脂鯉（学名：Apareiodon davisi），為輻鰭魚綱脂鯉目脂鯉亞目下口半脂鯉科的其中一個種，分布於南美洲Jaguaribe與Paraiba河流域，體長可達5.9公分，棲息在河川中底層，生活習性不明。